# توماس ك. بلات
توماس ك. بلات (بالإنجليزية: Thomas C. Platt)‏ هو سياسي أمريكي، ولد في 15 يوليو 1833 في قرية أويغو في الولايات المتحدة، وتوفي في 6 مارس 1910 في نيويورك في الولايات المتحدة. حزبياً، نشط في الحزب الجمهوري. وقد انتخب عضو مجلس النواب الأمريكي وانتخب عضو مجلس الشيوخ الأمريكي.

## روابط خارجية
- توماس ك. بلات على موقع الموسوعة البريطانية (الإنجليزية)
- توماس ك. بلات على موقع إن إن دي بي (الإنجليزية)